# Bizarro
Bizarro là một nhân vật hư cấu, một siêu tội phạm xuất hiện trong truyện tranh Mỹ được xuất bản bởi DC Comics. Nhân vật được tạo ra bởi nhà văn Otter Binder và nghệ sĩ George Papp như một "hình ảnh phản chiếu" của Superman, và lần đầu tiên xuất hiện trong Superboy #68 (năm 1958).
Nằm trong Silver Age of Comic Books (1956 - 1970), nhân vật này thường được miêu tả là một địch thủ của Superman, đôi khi Bizarro cũng đóng vai trò là một phản anh hùng, xuất hiện trong cả truyện tranh và tiểu thuyết cũng như các sản phẩm liên quan của DC Comics như hoạt hình và series phim truyền hình, trading card, đồ chơi, trò chơi điện tử.

## Các lần xuất hiện
Bizarro ra mắt trong Superboy #68 (lên bìa 10/1958, nhưng bán vào tháng tám), nhà văn Otto Binder  tạo ra nhân vật như phong cách quái vật của Frankenstein  sở hữu tất cả các quyền hạn của Superboy. Bị xa lánh vì sự xuất hiện kỳ cục, phiên bản thiếu niên của Bizarro chỉ xuất hiện trong một cuốn truyện tranh đơn. Một phiên bản người lớn xuất hiện cùng khoảng thời gian trong truyện tranh Superman được in hàng ngày hàng ngày viết bởi Alvin Schwartz, có mặt trong Tập 105: "Cuộc Chiến Với Bizarro" (các số 6147-6242: 25/8/1958 đến 13/12/1958). Theo nhà sử học truện tranh Mark Evanier, Schwartz  đã khẳng định rằng ông khởi tạo Bizarro trước khi nhân vật xuất hiện trong Superboy. Tờ báo cốt truyện giới thiệu kiểu nói chuyện kì lạ, tất cả lời nói của Bizarro mang ý nghĩa ngược lại (ví dụ như "bad" có nghĩa là "good"). Nhân vật trên báo có một chữ "B"  trên ngực, ngược lại với chữ "S" thường thấy của Superman.

### Superboy Comics
Bizarro xuất hiện trong một loạt truyện tranh ăn theo Superboy trên tivi cuối những năm 1980. Bizaro cũng được đưa vào series truyện tranh Superman Adventures.